# Zoutoorlog (1611)
De Zoutoorlog (1611) was een conflict tussen het hertogdom Beieren en het prinsaartsbisdom Salzburg.
In 1606 werd in het prinsaartsbisdom Salzburg een Statuut aangenomen, dat het verbood om leden uit het Huis Habsburg en uit het Huis Wittelsbach tot aartsbisschop van Salzburg te laten verkiezen. Hiermee hoopte het bestuur van het prinsaartsbisdom, dat tussen de Habsburgse Erflanden en het hertogdom Beieren in lag, zijn onafhankelijkheid ook in de toekomst te behouden. Hertog Maximiliaan van Beieren deed een beroep op paus Paulus V, die het statuut ongeldig verklaarde. Keizer Rudolf II stond Beieren toe om de importheffingen op alle goederen die het hertogdom binnenkwamen te verdubbelen, waardoor de zouthandel van Salzburg zwaar onder druk kwam te staan.
In oktober van het jaar 1611 beval prins-aartssbisschop Wolfgang Dirk van Raitenau de troepen van Salzburg (± 1000 man) het gebied van de vorstelijke proosdij Berchtesgaden binnen te vallen. Hertog Maximiliaan antwoordde hierop door met zijn leger (± 24.000 man) Salzburg aan te vallen. In enkele dagen werd Salzburg veroverd, en prins-aartssbishop Wolfgang Dirk werd gevangengezet en in 1612 formeel uit zijn ambt gezet.